# Angostura trifoliata
Angostura trifoliata, conocida como angostura, cuspa, galipea o chuspa es una especie de planta fanerógama de la familia de las rutáceas. Es considerada una  planta medicinal. Su corteza es usada por sus principios amargos. Es un árbol  originario de Sudamérica (Venezuela).

## Historia
Esta planta ya era conocida en España y Europa por diversos botánicos, la mayor difusión fue a partir de los capuchinos catalanes de Angostura (Orinoco-Caroní), que la exportaban a sus conventos de España.
Cuando Humboldt y Bonpland visitaron estas misiones de los capuchinos pudieron comprobar que la verdadera corteza de angostura la obtenían los monjes  a partir de Angostura trifoliata. Humbold recomendó bautizar el nombre de la planta con el de su amigo Bonpland (de ahí el nombre Bonplandia trifoliata).

## Descripción
Es un árbol de unos 15 a 25 m de altura con hojas trilobuladas de hasta 6 dm de largo, de desagradable y picosa fragancia, sobre largos pecíolos; las hojillas son ovo-lanceoladas, sésiles, puntiagudas y poseen puntos blancos en el haz. 
Las flores surgen en largos racimos axilares, de color blanco y con penachos vellosos en la parte exterior. La corteza es de color marrón-gris, sin embargo, es utiliza en un número de otros amargos aromáticos, tales como amargos de Abbott.

## Propiedades
La planta angostura (Angostura trifoliata) tiene forma similar a un arbusto y ha sido estudiada por su potencial antibiótico y actividad citotóxica (destruye las células). Se considera que su corteza es la fuente principal de estas propiedades medicinales.
Aunque el árbol de angostura y el licor amargo de Angostura® comparten (casi) el mismo nombre, el licor amargo fue nombrado en honor a la ciudad de Angostura, Venezuela, es decir, que la fórmula propietaria no estaría haciendo uso en sus ingredientes de Angostura trifoliata.

### Usos
La corteza tiene propiedades medicinales.
- Se usa como tónico amargo, hierba aromática, estimulante respiratorio, estomacal, febrífugo, carminativo. En dosis altas también es algo vomitiva y laxante (antidiarreicos y antiespasmódicos).
- En tratamientos de gastritis crónicas, dispepsia, falta de apetito, hipoacidez gástrica.
- Los indios hacen uso de la corteza con polvo de aspersión en el agua, que se utiliza para aturdir a los peces.

## Taxonomía
Angostura trifoliata fue descrita por (Willd.) T.S.Elias y publicado en Taxon 19:575. (1970)
Sinonimia
| - Angostura cuspare Roem. & Schult. (1819) - Bonnetia trifoliata Walp. (1842) - Bonplandia angostura Rich. (1811) - Bonplandia angostura Spreng. (1824) - Bonplandia candolleana Spreng. (1824) - Bonplandia cuneifolia Spreng. (1824) - Bonplandia trifoliata Willd. (1802) - Cusparia angostura (Rich.) A.Lyons (1900) - Cusparia febrifuga Humb. ex DC. (1822) - Cusparia febrifuga Humb. (1807) | - Cusparia officinalis Engl. (1896) - Cusparia trifoliata (Willd.) Engl. (1874) - Galipea corymbosa Spreng. (1827) - Galipea cusparia A.St.-Hil. ex DC. (1824) - Galipea officinalis J.Hancock (1829) - Galipea trifoliata (Willd.) H.Karst. (1895) - Portenschlagia trifoliata Pohl ex Engl. (1874) - Sciuris officinalis Oken (1841) - Bonplandia trifoliata Willd. basónimo (1804) |

## Nombres comunes
- Castellano: angostura, Angostura, cuspa, cuspare, quina,[6] galipea o chuspa.